# Agapio de Hierápolis
Mahbub Ibn-Qūṣṭānṭīn, Agapio o Agapios hijo de Constantino (m. hacia 942) fue un escritor e historiador arabo-cristiano del siglo décimo, obispo melquita de Hierápolis, hoy en ruinas a veinte kilómetros de Manbiy (Siria), célebre por su extenso Kitab al-'Unwan (Libro de escritos o Historia), titulada también Historia o Crónica universal.

## Biografía
Fue contemporáneo del analista Eutiquio de Alejandría (=Said al-Bitriq), también melquita. Su Historia universal comienza con la creación del mundo y se extiende hasta su propia época. La porción que trata sobre el período existe solo en un manuscrito y cesa en el segundo año del califato de Al-Mahdi (776-7 d. C.) cuando era emperador de Oriente León IV (775-780).
Para su historia temprana del cristianismo, Agapio hizo un uso acrítico de materiales apócrifos y legendarios, e incluye una interesante versión del Testimonium Flavianum sobre Jesucristo. Para la historia secular y eclesiástica, se fundó en fuentes siríacas, en particular la Crónica mundial del historiador maronita Teófilo de Edesa (m. 785) entre el periodo de la Umma y el comienzo de los abasíes. También usó la Historia eclesiástica de Eusebio, pero la conocía solo a través de una recopilación de breves extractos, entre otras fuentes. Ofrece un fragmento desconocido de Papías y una lista de los metropolitanos de Oriente. También utiliza una Historia perdida de Bardaisan, y muchas de sus otras fuentes siguen siendo desconocidas.
La historia ha sido publicada con una traducción francesa en la serie de la Patrologia orientalis y con una traducción al latín en el Corpus Scriptorum Christianorum Orientalium.

## Ediciones
- Alexander Vassiliev (ed.), "Kitab al-'Unvan" (Historia Universal), Patrologia Orientalis, núm. 5 (1910), 7 (1911), 8 (1912), 11 (1915).